# Wahlen zum Senat der Vereinigten Staaten 1854 und 1855
Die Wahlen zum Senat der Vereinigten Staaten 1854 und 1855 zum 34. Kongress der Vereinigten Staaten fanden zu verschiedenen Zeitpunkten statt. Es waren die Halbzeitwahlen (engl. midterm election) in der Mitte von Franklin Pierce’ Amtszeit. Vor der Verabschiedung des 17. Zusatzartikels wurden die Senatoren nicht direkt gewählt, sondern von den Parlamenten der Bundesstaaten bestimmt.
Zur Wahl standen 20 der 21 Sitze der Senatoren der Klasse III, die 1848 und 1849 für eine Amtszeit von sechs Jahren gewählt worden oder später nachgerückt waren. John J. Crittenden, der Senator von Kentucky, war bereits 1853 gewählt worden. Von diesen gehörten sieben der United States Whig Party an, elf der Demokratischen Partei, drei der Free Soil Party. Drei Demokraten und zwei Whigs wurden wiedergewählt, von letzteren trat William H. Seward allerdings wenige Monate später zu den Republikanern über. Jeweils einen Sitze konnten die Demokraten und die Whigs halten. Drei Sitze konnten die Demokraten von den Whigs sowie einen von Free Soil gewinnen, einen verloren die Demokraten an Free Soil. Zwei Sitze von Free Soil und einer der Demokraten gingen an die neuen Republikaner. Fünf Sitze bisher von den Demokraten gehaltene Sitze und einer der Whigs blieben vorerst vakant, da kein Bewerber die nötige Mehrheit erhalten hatte. Einen davon konnten die Demokraten während des 34. Kongresses für sich gewinnen, zwei die Republikaner, die anderen bleiben bis 1856 oder 1857 unbesetzt.
Vor der Wahl hatten die Demokraten mit 38 der 62 Sitze im Senat eine solide Mehrheit, 17 Sitze hielten die Whigs, fünf Free Soil, einer die American Party, besser bekannt als Know-Nothing Party, einer war unbesetzt. Nach der Wahl hatten die Demokraten 35 Sitze, die Whigs 10, die Republikaner sieben, Free Soil zwei und die Know Nothings einen, sieben Sitze waren vakant. Bis zum Beginn der Sitzungsperiode im Dezember stieg die Zahl der Demokraten auf 36, der Republikaner auf neun.
Zu Veränderungen nach der Wahl siehe auch Liste der Mitglieder des Senats im 34. Kongress der Vereinigten Staaten.

## Übersicht

### Wahlen während des 33. Kongresses
Die Gewinner dieser Wahlen wurden vor dem 4. März 1855 in den Senat aufgenommen, also während des 33. Kongresses.
| Staat          | Amtierender Senator        | Partei   | Nachwahl   | Datum         | Ergebnis            | Neuer Senator     |
| -------------- | -------------------------- | -------- | ---------- | ------------- | ------------------- | ----------------- |
| Arkansas       | Robert W. Johnson, ernannt | Demokrat | Klasse III | 10. Nov. 1854 | bestätigt           | Robert W. Johnson |
| Connecticut    | Truman Smith               | Whig     | Klasse III | 24. Mai 1854  | Zugewinn Free Soil  | Francis Gillette  |
| Mississippi    | vakant                     | vakant   | Klasse II  | 7. Jan. 1854  | Zugewinn Demokraten | Albert G. Brown   |
| North Carolina | vakant                     | vakant   | Klasse II  | 6. Dez. 1854  | Zugewinn Demokraten | David S. Reid     |
| Vermont        | Samuel S. Phelps           | Whig     | Klasse III | 14. Okt. 1854 | Zugewinn Free Soil  | Lawrence Brainerd |

- ernannt: Senator wurde vom Gouverneur als Ersatz für einen ausgeschiedenen Senator ernannt, Nachwahl nötig.
- bestätigt: ein als Ersatz für einen ausgeschiedenen Senator ernannter Amtsinhaber wurde bestätigt.

### Wahlen zum 34. Kongress
Die Gewinner dieser Wahlen wurden am 4. März 1855 in den Senat aufgenommen, also bei Zusammentritt des 34. Kongresses. Alle Sitze dieser Senatoren gehören zur Klasse III. Der Klasse-III-Senator von Kentucky war bereits 1853 gewählt worden und wird hier der Vollständigkeit halber mit aufgeführt.
| Staat          | Amtierender Senator    | Partei    | Datum          | Ergebnis                       | Neuer Senator       |
| -------------- | ---------------------- | --------- | -------------- | ------------------------------ | ------------------- |
| Alabama        | Benjamin Fitzpatrick   | Demokrat  | 1854 oder 1855 | Verlust Demokraten             | vakant              |
| Arkansas       | Robert W. Johnson      | Demokrat  | 1855           | wiedergewählt                  | Robert W. Johnson   |
| Connecticut    | Francis Gillette       | Free Soil | 1854           | Zugewinn Republikaner          | Lafayette S. Foster |
| Florida        | Jackson Morton         | Whig      | 1854           | Zugewinn Demokraten            | David Levy Yulee    |
| Georgia        | William C. Dawson      | Whig      | 1854 oder 1855 | Zugewinn Demokraten            | Alfred Iverson      |
| Illinois       | James Shields          | Demokrat  | 8. Feb. 1855   | von Demokraten gehalten        | Lyman Trumbull      |
| Indiana        | John Pettit            | Demokrat  | 1854 oder 1855 | Verlust Demokraten             | vakant              |
| Iowa           | Augustus C. Dodge      | Demokrat  | 1855           | Zugewinn Free Soil             | James Harlan        |
| Kalifornien    | William M. Gwin        | Demokrat  | 1854 oder 1855 | Verlust Demokraten             | vakant              |
| Kentucky       | Archibald Dixon        | Whig      | 1853           | von Whigs gehalten             | John J. Crittenden  |
| Louisiana      | John Slidell           | Demokrat  | 1854 oder 1855 | wiedergewählt                  | John Slidell        |
| Maryland       | James Pearce           | Whig      | 1854           | wiedergewählt                  | James Pearce        |
| Missouri       | David R. Atchison      | Demokrat  | 1854 oder 1855 | Verlust Demokraten             | vakant              |
| New Hampshire  | John S. Wells, ernannt | Demokrat  | 1855           | Verlust Demokraten             | vakant              |
| New York       | William H. Seward      | Whig      | 6. Feb. 1855   | als Republikaner wiedergewählt | William H. Seward   |
| North Carolina | George E. Badger       | Whig      | 1855           | Zugewinn Demokraten            | Asa Biggs           |
| Ohio           | Salmon P. Chase        | Free Soil | 4. März 1854   | Zugewinn Demokraten            | George E. Pugh      |
| Pennsylvania   | James Cooper           | Whig      | 1854 oder 1855 | Verlust Whigs                  | vakant              |
| South Carolina | Andrew Butler          | Demokrat  | 1854           | wiedergewählt                  | Andrew Butler       |
| Vermont        | Lawrence Brainerd      | Free Soil | 1855           | Zugewinn Republikaner          | Jacob Collamer      |
| Wisconsin      | Isaac P. Walker        | Demokrat  | 1854           | Zugewinn Republikaner          | Charles Durkee      |

- wiedergewählt: ein gewählter Amtsinhaber wurde wiedergewählt.

### Wahlen während des 34. Kongresses
Die Gewinner dieser Wahlen wurden nach dem 4. März 1855 in den Senat aufgenommen, also während des 34. Kongresses.
| Staat         | Amtierender Senator | Partei | Nachwahl   | Datum         | Ergebnis              | Neuer Senator        |
| ------------- | ------------------- | ------ | ---------- | ------------- | --------------------- | -------------------- |
| Alabama       | vakant              | vakant | Klasse III | 26. Nov. 1855 | Zugewinn Demokraten   | Benjamin Fitzpatrick |
| New Hampshire | vakant              | vakant | Klasse II  | 30. Juli 1855 | Zugewinn Republikaner | John P. Hale         |
| New Hampshire | vakant              | vakant | Klasse III | 30. Juli 1855 | Zugewinn Republikaner | James Bell           |

## Einzelstaaten
In allen Staaten wurden die Senatoren durch die Parlamente gewählt, wie durch die Verfassung der Vereinigten Staaten vor der Verabschiedung des 17. Zusatzartikels vorgesehen. Das Wahlverfahren bestimmten die Staaten selbst, es war daher von Staat zu Staat unterschiedlich. Teilweise ergibt sich aus den Quellen nur, wer gewählt wurde, aber nicht wie.
Das Second Party System bestand aus den ersten Parteien im modernen Sinne in den Vereinigten Staaten, nämlich der bis heute bestehenden Demokratischen Partei und der United States Whig Party. Mit der Free Soil Party war erstmals eine abolitionistische Partei erfolgreich. Diese bestand nur wenige Jahre und ging später wie die besser als Know-Nothing Party bekannte Native American Party in der modernen Republikanischen Partei auf, die 1854 gegründet wurde und erstmals erfolgreich war.